# Singing!
「Singing!」（シンギング）は、放課後ティータイムの11枚目のシングル。2011年12月7日にポニーキャニオンから発売された。

## 概要
2011年12月3日公開の映画『映画けいおん!』のエンディング曲。カップリング曲として、劇中で未放映の楽曲「おはよう、またあした」を収録している。同映画テーマソング「Unmei♪wa♪Endless!」と同時発売。
「放課後ティータイム」とは、『けいおん!』に登場する平沢唯、秋山澪、田井中律、琴吹紬、中野梓のキャラクター5人によるバンドユニット。歌っているのは、各キャラクターの声を演じる豊崎愛生、日笠陽子、佐藤聡美、寿美菜子、竹達彩奈の5人の声優。本CDの表題曲では、日笠陽子（秋山澪役）がメインヴォーカル、他の4人がコーラスをそれぞれ担当している。一方カップリング曲では5人全員が交代でヴォーカルを担当している。
ジャケットイラストの異なる初回限定盤と通常盤の2パターンをリリース。初回盤は着せ替えジャケットのピクチャーレーベル仕様となっている。
2011年11月9日にはレコチョクから本作の表題曲「Singing!」とオープニングテーマの「Unmei♪wa♪Endless!」の着うたが配信された。その約2週間後には、ユニバーサル・スタジオ・ジャパンで開催された『「映画けいおん!」公開直前イベント 放課後ティータイム in ユニバーサル・スタジオ・ジャパン』で劇中歌「Unmei♪wa♪Endless!」と本作の表題曲「Singing!」が初披露された。
2011年11月27日から12月31日までに期間限定で開催されてい「ユニバーサル・スタジオ・ジャパン」でのコラボイベント「けいおん! in ユニバーサル・スタジオ・ジャパン」にて人気アトラクション「ハリウッド・ドリーム・ザ・ライド」にてBGMとして表題曲「Singing!」が搭載された。

### 主な記録
2011年11月6日付のオリコンシングルデイリーチャートにて初登場4位を獲得。翌7日付から9日付けまで3位にランクアップ。その結果、2011年10月24日付オリコン週間シングルチャートにて初登場4位を獲得。放課後ティータイム名義でのシングルトップ10入りは9作連続。2011年度オリコンシングルチャートでは163位を獲得した。
週間アニメシングルチャートでは5週連続で1位を獲得。アニメチャートでは初の快挙となった。
2011年12月19日付のビルボードチャートでは、Billboard JAPAN HOT 100で8位、Billboard JAPAN Hot Singles Salesで3位、Billboard Hot Animationで1位を獲得。
その他のチャートでは2011年12月10日放送分のFRIDAY SUPER COUNTDOWN 50で12位、2011年12月5日から12月11日調査分のサウンドスキャン週間CDソフトTOP20で3位を獲得した。

## 批評
CDジャーナルは、「前向きな詞に鋭いギターサウンドを感じさせるロックチューンである。」と評した。

## 収録曲
（全作詞：大森祥子）
1. Singing! [3:50]
作曲：前澤寛之 編曲：小森茂生
  - 映画『けいおん!』エンディング曲
2. おはよう、またあした [4:53]
作曲・編曲：百石元
  - メンバーの5人が交代でヴォーカルを担当。また、放課後ティータイムの楽曲で唯一、フェードアウトで終了する。
3. Singing!（Instrumental）
4. おはよう、またあした（Instrumental）

## 収録アルバム
| 曲名                 | 収録アルバム                  | 発売日        | 備考                                 |
| -------------------- | ----------------------------- | ------------- | ------------------------------------ |
| Singing!             | 『K-ON! MUSIC HISTORY'S BOX』 | 2013年3月20日 | CD-BOX、ディスク1『OP & EDシングル』 |
| おはよう、またあした | 『K-ON! MUSIC HISTORY'S BOX』 | 2013年3月20日 | CD-BOX、ディスク1『OP & EDシングル』 |